# Тианский собор

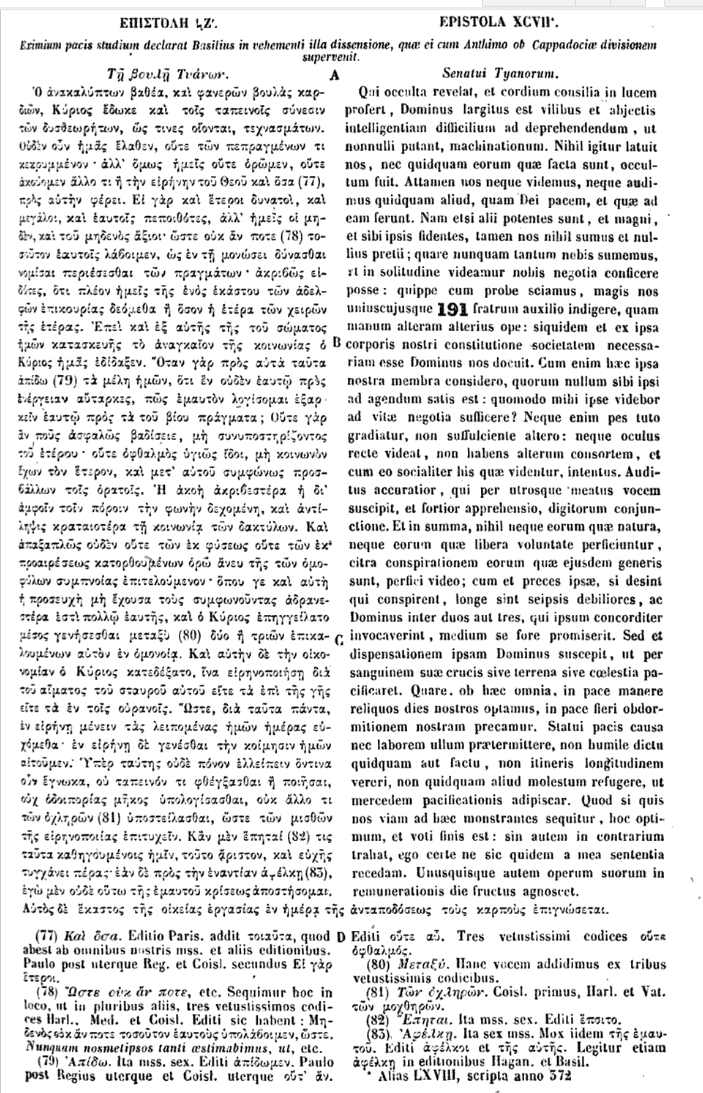
Василий Великий. Письмо 93 (97). К советодательному собранию в Тиане. Patrologia Graeca

Тиа́нский собо́р, или Собо́р в Тиа́нах, или Собо́р в Тиа́не (др.-греч. Σύνοδος ἐν Τυάνοις) — поместный собор, состоявшийся в 367 или 368 году в южной Каппадокии в городе Тиане.
Тианский собор был продолжением арианских споров между христианскими епископами в IV веке. В 364 году македоняне — епископы-последователи учения Константинопольского патриарха Македония I созывают Лампсакский собор, на соборе было отвергнуто решение Константинопольского собора и учение омиев и принято омиусианское вероучение. Участники Лампсакского собора отправили посольство к императору Валенту в надежде придать своим постановлениям законодательный авторитет в церкви. Но омий Константинопольский патриарх Евдоксий как императора, так и придворных уже расположил в свою пользу. Валент начинает преследовать тех, кто не хочет иметь молитвенное и евхаристическое общение с Евдоксием и не принимает учение омиев: омиусиан и никейцев. После начала гонений участники Лампсакийского собора разослали послов в разные города и направили делегацию в Рим. В делегацию вошли Евстафий Севастийский, Сильван Тарсийский и Феофил Каставальский, целью поездки был поиск поддержки на Западе: вступление в общение с Римской церковью и признание веры в единосущие Сына с Отцом. Либерий принял послов в общение и отпустил их с посланием к епископам македонийским; в послании Либерий свидетельствовал согласие вероучения македонян, как со своим вероучением, так и с вероучением италийских и западных епископов. Послы, во главе с Евстафием Севастийским, заручившись ещё письмами итальянских, африканских и западно-гальских епископов,  отплыли в Сицилию. В Сицилии послы в 366 году вместе с местными епископами провели собор, на котором утвердили то же вероучение, которое согласовали с папой Либерием. 
В 367 или в 368 году послы прибыли в южную Каппадокию, здесь Евсевий, епископ Кесарии Каппадокийской, Афанасий Анкирский, Пелагий Лаодикийский, Зенон Тирский, Павел Эмесский, Отрей Мелитинский, Григорий Назианзин и многие другие епископы, в том числе все участники Антиохийского собора 363 года, провели собор в Тиане. На собор Евстафий принёс послание Либерия, а также письма от западных епископов, и сообщил о своём восстановлении на прежнее место — епископа Севастии. Собор в Тиане защищал единосущие и исповедовал Никейский символ веры. Обрадованные получением писем с Запада, участники Тианского собора постановили разослать их по всем церквам, в особых посланиях убеждали их хранить единомыслие и известность ο согласии собственными письмами. Василий Великий, который сам не присутствовал на Тианском соборе, написал послание «К советодательному собранию в Тиане».  
Тианский собор был предварительным, его участники хотели в ближайшем времени собраться снова на собор в Тарсе Киликийском, но император Валент не разрешил провести новый собор. 